# Маршал КНА
Маршал КНА (кор. 조선인민군 원수) — військове звання у збройних силах КНДР. Старше віце-маршала та молодше маршала КНДР. За всю історію існування звання удостоїлися сім осіб: соратники Кім Ір Сена з антияпонської партизанської боротьби Лі Иль Соль, О Джин У та Чхве Кван, а також міністр народних збройних сил КНДР Кім Ен Чхун, перший заступник міністра народних збройних сил Хен Чхоль Хє Політбюро ЦК Трудової партії Кореї Пак Чонг Чон (згодом він знижений до віце-маршала КНДР) та заступник голови Центральної військової комісії Трудової партії Кореї Рі Пен Чхоль.

## Історія
Бувши Верховним головнокомандувачем Корейської народної армії, Кім Ір Сен став першим маршалом Північної Кореї під час Корейської війни за рішенням Верховного народного зібрання, однопалатного парламенту Північної Кореї, від 4 лютого 1953 року. Фотосвідоцтва того періоду демонструють, що ранні відзнаки погонів маршала були такими ж, як і нинішні погони віце-маршала (велика зірка, накладена на герб Корейської Народно-Демократичної Республіки).
Звання віце-маршала унікальне для північнокорейської системи рангів. Вперше звання віце-маршала було присвоєно в лютому 1953 Чхве Ен Гону. Джерела припускають, що погони маршала і віце-маршала стали однією великою зіркою без державного герба (для маршалів) і державним гербом без зірки (для віце-маршалів). На момент присвоєння чергового звання віце-маршалу (1985 р.) погони відзнак маршала і віце-маршала прийняли свій нинішній дизайн.
Наступна зміна в маршальських званнях КНДР відбулася в 1992 році, коли для Кім Ір Сена було створено звання дае вонсу або великого маршала (повний титул великого маршала КНДР). У цей час звання маршала було розділено на два ранги: звання маршала з титулом «маршал Корейської Народно-Демократичної Республіки» (конхвагук вонсу) було присвоєно сину Кім Ір Сена Кім Чен Іру, і таке ж звання, але Про Джин-у було присвоєно звання «Маршал Корейської народної армії». В 1995 ще двом військовим офіцерам було присвоєно звання маршала з присвоєнням звання «маршали Корейської народної армії» знаки відмінності двох ступенів маршала різні (знак відмінності маршала Корейської Народно-Демократичної Республіки більше схожий на відзнаку великого маршала - відзнака великого маршала має більший вінок, що охоплює зірку маршала, - але він менший за розміром). знаходиться нижче за саму зірку).
Крім того, у 1992 році вісім інших генералів було підвищено до віце-маршалів, при цьому в Північній Кореї був один генералісимус, один маршал Корейської Народно-Демократичної Республіки, один маршал Корейської Народної Армії та вісім віце-маршалів. Звання (маршала КНДР) було надано Кім Чен Ину в 2012 році. 15 квітня 2016 року Кім Ен Чхон та Хен Чхоль Хе були присвоєні звання маршала Корейської народної армії, що стало першим підвищенням офіцерів справжньої військової служби за 21 рік.

## Хронологія присвоення звання
- 20 квітня 1992 - О Джин У (1917-1995)
- 8 жовтня 1995 - Лі Иль Соль (1921-2015)
- 8 жовтня 1995 - Чхве Кван (1918-1997)
- 14 квітня 2016 - Кім Ен Чхун (1935/36-2018)
- 14 квітня 2016 - Хен Чхоль Хє (1934-2022)
- 5 жовтня 2020 - Рі Пен Чхоль (нар. 1948)
- 5 жовтня 2020 - Пак Чонг Чон (Пониженний у званні до віце-маршала Корейської народної армії у червні 2021 року та знову підвищений на посаді до вересня 2023 року, час не розголошується.)